# NGC 6368
NGC 6368 is een spiraalvormig sterrenstelsel in het sterrenbeeld Slangendrager. Het hemelobject werd op 9 juli 1863 ontdekt door de Duitse astronoom Albert Marth.

## Synoniemen
- UGC 10856
- MCG 2-44-4
- ZWG 82.32
- IRAS 17248+1135
- PGC 60315